# Авдулин, Михаил Николаевич
Михаил Николаевич Авдулин (? — 1832) — русский генерал-майор, герой Отечественной войны 1812 года.

## Биография
В военную службу вступил в 1799 году в лейб-гвардии Гусарский полк. Затем служил в Екатеринославском кирасирском полку, откуда 13 сентября 1807 года переведён поручиком в Кавалергардский полк. 11 февраля 1810 года произведён в штабс-ротмистры.
Принимал участие в Отечественной войне 1812 года и 4 сентября был награждён орденом св. Георгия 4-й степени (№ 1068 по кавалерскому списку Судравского и № 2435 по списку Григоровича — Степанова)
В воздаяние ревностной службы и отличия, оказанного в сражении против французских войск при Полоцке августа 5 и 6, где, командуя эскадроном Кавалергардского полка, атаковал неприятельскую колонну, опрокинул её и с помощью стрелков истребил совершенно, и потом, собрав эскадрон, следовал в подкреплении лейб кирасир при взятии батареи, наконец бросился в атаку на французских латников, пошёл вслед за ними и, атаковав конных егерей, вышедших из города в подкрепление, опрокинул их и преследовал до самого предместия.
За отличие во втором сражении при Полоцке (6 октября) Авдулин получил орден св. Владимира 4-й степени (в донесении князя Витгенштейна сказано: «При начале сражения находился под жесточайшим огнём, примером своим ободрял нижних чинов и был ранен в ногу черепом от бомбы»), а за сражение на Березине ему к этому ордену был прибавлен бант.
Далее Авдулин участвовал в Заграничном походе, причём 14 января 1813 года за отличие был произведён в ротмистры.
9 февраля 1816 года Авдулин получил чин полковника, 23 августа 1817 года переведён в Псковский кирасирский полк и 23 марта следующего года был назначен командиром этого полка. 12 декабря 1824 года Авдулин был произведён в генерал-майоры и назначен состоять по кавалерии. В 1826 году он вышел в отставку и скончался в 1832 году.
Его брат Алексей также был генерал-майором.